# Centrale termoelettrica di Porto Tolle

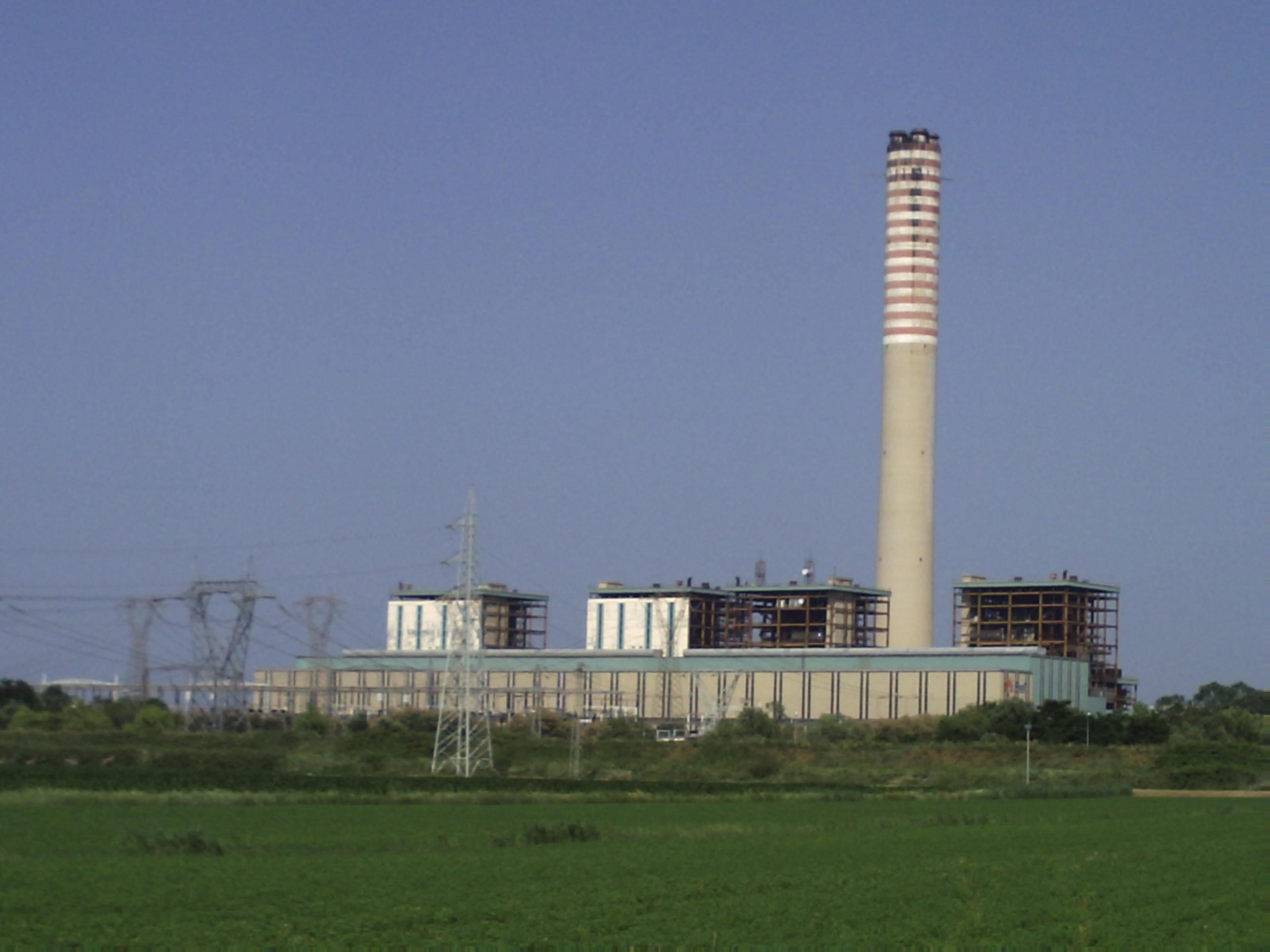
La centrale.

La centrale termoelettrica di Porto Tolle, situata sul delta del Po in prossimità dell'omonimo comune, è stata un impianto di produzione di energia elettrica di proprietà di Enel Produzione.
Divisa in quattro gruppi da 660 MW l'uno, aveva una potenza nominale totale di 2640 MW e poteva generare circa l'8% del fabbisogno italiano di energia elettrica.
A causa dei mutati scenari energetici la centrale è inattiva dal 2015 e il suo personale è stato dislocato presso altri impianti.
Enel ha indetto un progetto di riconversione dell'area tramite il progetto Futur-e. Il 29 giugno 2019 la Rai ha presentato l'accordo tra Regione Veneto ed Enel per trasformare il sito in un villaggio turistico. I lavori di demolizione dell'impianto sono iniziati nel 2023.

## Storia
L'impianto è composto da quattro gruppi costruiti tra il 1980 e il 1984:
- 1ª unità: 9 ottobre 1980;
- 2ª unità: 3 giugno 1981;
- 3ª unità: 23 giugno 1982;
- 4ª unità: 25 gennaio 1984.

Le caldaie (così come le turbine a vapore) sono di produzione Franco Tosi S.p.A. mentre il loro montaggio fu affidato alla società Fochi per le caldaie dei gruppi nº 1 e nº 2 e alla società Fontana montaggi & costruzioni per quelle dei gruppi nº 3 e nº 4.
Le turbine a vapore di tutti i quattro gruppi furono assemblate invece dalla Turbo S.p.A. di Belluno.
La ciminiera che era una delle più grandi e alte in Europa fu costruita dalla ditta milanese Mariani Battista. 
L’impianto ha cessato le attività di produzione il 1º gennaio 2015, dopo essere stato dichiarato in conservazione. Era stato infatti avviato un iter autorizzativo per la riconversione a carbone della centrale, ma la richiesta non è mai arrivata a conclusione. I componenti principali dei gruppi di generazione sono smontati e/o trasferiti ad altri impianti Enel.

## Caratteristiche tecniche

### Combustibile
Il combustibile utilizzato dal 1995 era orimulsion; anteriormente a tale data era olio combustibile BTZ allo 0,25% in zolfo.
È stato calcolato che il consumo fosse di 138 tonnellate ogni ora.
Il 5 gennaio 2011 è stata negata la sua conversione a carbone da parte della Direzione generale per l'energia nucleare, le energie rinnovabili e l'efficienza energetica del Ministero per lo sviluppo economico d'intesa con la Regione Veneto.
Il 17 maggio 2011 con sentenza del Consiglio di Stato viene annullata la decisione del Tar del Lazio che, con il decreto del 29 luglio 2009 del Ministero dell'ambiente, aveva dato parere positivo alla VIA per la nuova opera. «Di conseguenza viene travolto anche il provvedimento del ministero dello Sviluppo economico con cui si autorizza la conversione dell'impianto.

### Conversione energetica
Il vapore prodotto dal generatore a pressione supercritica ad attraversamento forzato era convertito in energia meccanica da una serie di turbine ad azione e reazione ad asse unico raffreddate ad acqua.

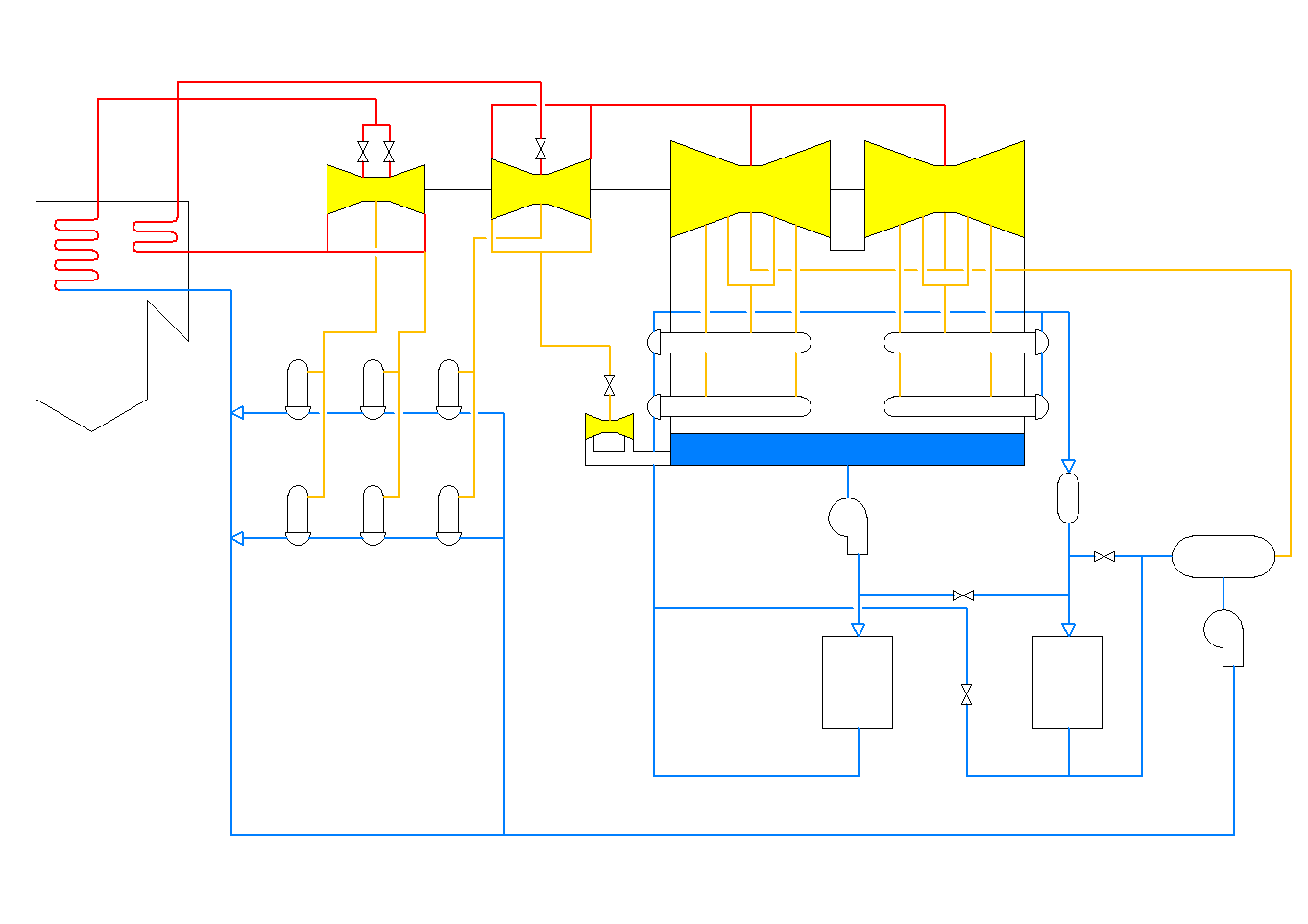
Schema del ciclo termico

| Caratteristica tecnica dell'impianto                    | Misura    |
| ------------------------------------------------------- | --------- |
| Frequenza della turbopompa                              | 87 Hz     |
| Portata della turbopompa                                | 611 kg/s  |
| Potenza nominale della turbopompa                       | 29 MW     |
| Pressione all'uscita della pompa.                       | 37,1 MPa  |
| Portata del combustibile al carico nominale             | 38,3 kg/s |
| Portata del vapore al surriscaldatore                   | 575 kg/s  |
| Pressione all'uscita del surriscaldatore.               | 26 MPa    |
| Spillamenti lungo la turbina.                           | 7         |
| Potenza massima continua prevista della turbina         | 677 MW    |
| Potenza massima di punta della turbina                  | 739 MW    |
| Pressione del vapore principale alla turbina            | 24,7 MPa  |
| Temperatura del vapore principale alla turbina          | 538 °C    |
| Pressione del vapore risurriscaldato alla turbina       | 3,8 MPa   |
| Temperatura del vapore risurriscaldato alla turbina     | 538 °C    |
| Pressione all'uscita della turbina                      | 5 kPa     |
| Potenza complessa dell'alternatore                      | 750 MVA   |
| Tensione elettrica nominale dell'alternatore            | 20 kV     |
| Corrente elettrica nominale dell'alternatore            | 21,6 kA   |
| Frequenza dell'alternatore                              | 50 Hz     |
| Fattore di potenza dell'alternatore                     | 0.9       |
| Rapporto di corto circuito dell'alternatore             | 0.45      |
| Numero per sezione dei trasformatori principali         | 2         |
| Potenza complessa di ciascun trasformatore principale   | 370 MVA   |
| Rapporto di trasformazione dei trasformatori principali | 0.05      |
| Consumo specifico netto dei trasformatori principali    | 2.42      |

### Ciminiera
I gas combusti sono espulsi in atmosfera attraverso una ciminiera alta 250 metri e composta da 4 condotti, in modo da disperdere efficacemente le particelle inquinanti.
Tale costruzione risulta essere la struttura non metallica più alta in Italia e la seconda più alta fra quelle artificiali dopo il trasmettitore di Caltanissetta.Fu costruita dalla ditta di costruzioni edili industriali Mariani Battista Spa Milano

## Inquinamento
La centrale di Porto Tolle impiegava grandi quantità di combustibile, e conseguentemente produceva notevoli quantità di agenti inquinanti sia in forma gassosa che in forma solida. 
I principali agenti inquinanti che potevano essere liberati in aria per legge erano:
- Gruppi 1-2-3
  - SO2: 3.400 Mg/Nm3
  - NOx: 800 Mg/Nm3
  - Polveri: 120 mg/Nm3
  - CO: 250 mg/Nm3
- Gruppo 4
  - SO2: 400 Mg/Nm3
  - Nox: 200 Mg/Nm3
  - Polveri: 50 mg/Nm3
  - CO: 250 mg/Nm3

Tali limiti non furono però  rispettati per via degli studi sulla conversione a Orimulsion o carbone, per cui Enel fu condannata; i reati per cui fu emessa la condanna sono quelli di getto pericoloso di cose (art.674 C.P.) e peggioramento delle emissioni, art.13 co.5 del D.P.R. 24 maggio 1988 nº203.
La sospensione dell'attività però fu derogata dal Ministero delle attività produttive con decreto legge n. 281 del 23 dicembre 2003.